# Guillermo Gutiérrez Crespo
Guillermo Gutiérrez Crespo (Sevilla, 16 de mayo de 1950) es un político español del PSOE, teniente de alcalde de Sevilla y diputado al parlamento andaluz por dicha provincia.
Guillermo Gutiérrez Crespo ingresó en el PSOE y en UGT en 1969, en la clandestinidad y fue cofundador de la Federación Provincial de Asociaciones de Vecinos de Sevilla. Fue teniente de alcalde del ayuntamiento de Sevilla entre 1979 y 1983 y primer teniente de alcalde entre 1983 y 1987, responsable de Tráfico, Transporte y Seguridad Ciudadana. En 1996, Manuel Chaves lo nombra consejero de Trabajo e Industria de la Junta de Andalucía, cargo que ocuparía hasta 2000. Por último ha sido diputado autonómico entre 1986 y 2004 por la provincia de Sevilla.